# Лид (цар)
Лид (на старогръцки: Λυδός, Lydos, Lydus) в древногръцката митология е третият цар на Меония и последният от Атиадската династия. Той дава на Меония името Лидия.

## Произход и управление
Според Херодот той е син на Атис и внук на Манес, първият цар на Меония, роден от Зевс и Гея. Той е брат на Тирен.
След смъртта на баща му Лидия се управлява известно време заедно от Лид и брат му. Понеже земята не дава достатъчно възможност за изхранване на цялото население те теглят жребий и Лид остава цар в Лидия, а брат му Тирен с част от жителите се изселва и става прародител на етруските.